# Scattering Thomson
In fisica, lo scattering Thomson è uno scattering elastico di radiazione elettromagnetica da parte di una particella carica libera. Il campo elettromagnetico dell'onda incidente accelera la particella inducendo l'emissione di radiazione della stessa frequenza dell'onda incidente; in questo modo l'onda incidente viene diffusa. L'effetto accade a basse energie perché a energie più alte prevale l'effetto dovuto allo scattering Compton, anelastico. Lo scattering Thomson è un fenomeno importante nella fisica del plasma e fu spiegato inizialmente dal fisico Joseph John Thomson.
Per il fenomeno ci possono essere due descrizioni: una quantistica, che analizza l'interazione del fotone con la particella carica, e una elettromagnetica, di tipo classica. Per quest'ultimo caso, di una particella in moto non-relativistico (cioè con velocità trascurabile rispetto a quella della luce), la principale causa dell'accelerazione della particella sarà dovuta al campo elettrico dell'onda incidente mentre gli effetti del campo magnetico della stessa possono essere trascurati. La particella si muoverà nella direzione del campo elettrico oscillante, generando radiazione elettro-magnetica di dipolo. La particella irradia in modo più intenso nelle direzioni perpendicolari al suo moto e in queste direzioni la radiazione sarà polarizzata lungo la direzione del moto della particella. Pertanto, in base alla posizione dell'osservatore, la radiazione prodotta in un elemento di volume può sembrare più o meno polarizzata.